# Commodore (Radsportteam)
Commodore war ein in der Saison 1987 bestehendes deutsches professionelles Radsportteam. Sponsor war das Unternehmen Commodore Büromaschinen GmbH aus Neu-Isenburg bei Frankfurt am Main, die deutsche Niederlassung des Konzerns Commodore International.

## Geschichte
Das Team bestand nur während des Frühjahrs in der Saison 1987. Die Sportliche Leitung hatten Rudi Altig und sein Bruder Willy Altig. Neben zehn deutschen Radrennfahrern waren noch Sigmund Hermann aus Liechtenstein, Guido Frei und Bruno Roth aus der Schweiz engagiert. Diese drei Sportler waren Gastfahrer bei den Rennen in Deutschland.
Werner Betz konnte 1987 bei den UCI-Bahn-Weltmeisterschaften im Steherrennen die Bronzemedaille gewinnen. Uwe Bolten holte Bronze bei der Europameisterschaft im Dernyrennen.

## Erfolge
1987
- UCI-Bahn-Weltmeisterschaften Steherrennen
- Europameisterschaft im Dernyrennen

## Bekannte Fahrer
- Werner Betz
- Uwe Bolten